# Colibri de Delalande
Stephanoxis lalandi
Espèce
Statut de conservation UICN

 LC  : Préoccupation mineure
Statut CITES
Le Colibri de Delalande (Stephanoxis lalandi) est une espèce de colibris (famille des Trochilidae) endémique du Brésil.

## Taxonomie
À la suite des travaux de Cavarzere et al. (2014), l'espèce originale Stephanoxis lalandi est divisée en deux. La sous-espèce loddigesii devient le Colibri à huppe bleue (Stephanoxis loddigesii), tandis que la sous-espèce lalandi garde le nom normalisé de Colibri de Delalande.

## Habitats
Ses habitats sont les forêts tropicales et subtropicales humides de basses et hautes altitudes, la végétation de broussailles humides mais aussi sur les anciennes forêts lourdement dégradées.

## Répartition
Cette espèce vit uniquement dans l'est du Brésil, du sud-est de Minas Gerais et de Espírito Santo au nord-est de São Paulo et de Rio de Janeiro.